# Marco Giampaolo
Marco Giampaolo (Bellinzona, Suiza, 2 de agosto de 1967) es un entrenador y exfutbolista italiano. Actualmente está sin club.
Tiene un hermano, Federico Giampaolo, que fue futbolista.

## Carrera como jugador
En su etapa como futbolista, Giampaolo era centrocampista. Debutó en el fútbol profesional con el Giulianova en 1986 y se retiró en 1997, siendo jugador del Gualdo, por una lesión de tobillo.

## Carrera como entrenador

#### Inicios
Inició su carrera como entrenador en el 2000, siendo ojeador y asistente en el Pescara. En los años siguientes, desarrolló las mismas funciones de segundo entrenador en el Giulianova y el Treviso.

#### Ascoli
En 2004, fue nombrado entrenador del Ascoli, logrando ascenderlo a la Serie A antes de ser suspendido por dos meses por la Comisión disciplinaria debido a que no tenía el título reglamentario para ser entrenador.

#### Cagliari
Luego firmó por el Cagliari, pero fue despedido en diciembre de 2006 a raíz de los malos resultados. Sin embargo, regresó al mando del equipo sardo poco después, en febrero de 2007, y lo llevó hasta la permanencia en la Serie A. Fue confirmado para la temporada siguiente, pero tras ir de más a menos, terminó siendo nuevamente destituido en noviembre de 2007. Tras la marcha de su sucesor un solo mes después de su llegada, Giampaolo fue nuevamente requerido por el club; pero el técnico rechazó la posibilidad de volver a hacerse cargo del Cagliari.

#### Siena
Al año siguiente, se incorporó al Siena, con el que logró igualar el récord de puntos (44) del equipo en la Serie A en su primera temporada (2008-09) en el banquillo del conjunto de la Toscana; pero una mala racha de resultados (5 puntos de 30 posibles) en la Serie A 2009-10 provocó su cese en octubre de 2009.

#### Catania
En mayo de 2010, se convirtió en el sucesor de Siniša Mihajlović en el Catania, pero los resultados no le acompañaron y se desvinculó del club en enero de 2011, con el equipo como 16.º clasificado.

#### Cesena
El 4 de junio de 2011, tomó el mando del Cesena; siendo destituido el 30 de octubre de 2011, con el equipo último con solo 3 puntos en su casillero.

#### Brescia
En julio de 2013, fue anunciado como nuevo entrenador del Brescia, pero dejó la entidad tras una derrota contra el Crotone en septiembre de 2013.

#### Cremonese
En noviembre de 2014, comenzó a dirigir a la Cremonese de la Serie C, dejándola en 8.ª posición del grupo A.

#### Empoli
El 15 de junio de 2015, fue confirmado como nuevo técnico del Empoli, sustituyendo a Maurizio Sarri. Pese a un mal comienzo, el modesto equipo italiano fue una de las sorpresas de la Serie A, logrando 30 puntos en la primera vuelta. Aunque los resultados decayeron en la segunda parte del campeonato, fueron suficientes para asegurar la permanencia a falta de 3 jornadas para terminar la temporada. Pese a lograr el objetivo planteado y que el Empoli terminó como 11.º clasificado en la Serie A, Giampaolo anunció que no continuaría en el club.

#### Sampdoria
El 6 de julio de 2016, fue presentado como nuevo entrenador de la UC Sampdoria. Tuvo un comienzo algo irregular en el banquillo genovés, puesto que ganó dos partidos y perdió otros dos en las 4 primeras jornadas de la Serie A 2016-17; y finalizó la primera vuelta del torneo ocupando el 13.er puesto de la clasificación. En la segunda parte del campeonato, los resultados mejoraron, y el equipo italiano obtuvo la permanencia virtual (44 puntos) a falta de 8 jornadas para terminar el curso. El 7 de abril de 2017, la Sampdoria anunció la renovación del contrato de Giampaolo hasta 2020.
En la Serie A 2017-18, la Sampdoria protagonizó un inicio positivo que le llevó a ocupar la 6.ª posición al término de la primera vuelta del campeonato. Aunque mantuvo ese 6.º lugar durante la mayoría de las jornadas, finalmente la Samp no pudo clasificarse para ninguna competición europea como consecuencia de una mala racha de resultados en el último tercio del torneo, concluyendo como 9.º clasificado.
El conjunto genovés tuvo un rendimiento similar al del año anterior en la Serie A 2018-19, repitiendo la 9.ª posición final.
El 15 de junio de 2019, la Sampdoria anunció su marcha de la entidad.

#### Milan
El 19 de junio de 2019, fue confirmado como nuevo técnico del AC Milan para las 2 próximas temporadas. Bajo su dirección, el equipo lombardo completó un pobre inicio de temporada, con solo 6 puntos (2 victorias y 4 derrotas) en las 6 primeras jornadas de la Serie A. El 8 de octubre de 2019, el club confirmó su destitución, dejando al conjunto rossonero en la 13.ª posición de la tabla.

#### Torino
El 7 de agosto de 2020, firmó un contrato de dos años como entrenador del Torino FC. El 18 de enero de 2021, fue destituido, después de un comienzo de temporada desastroso (13 puntos en 18 partidos).

#### Sampdoria
El 19 de enero de 2022, sustituyó a Roberto D'Aversa al frente de la Sampdoria, siendo su segunda etapa en el club. Logró la permanencia y continuó en el cargo hasta el día 2 de octubre del mismo año, cuando dejó su puesto después de encajar 4 derrotas consecutivas que arrastraron al elenco genovés al último puesto de la Serie A.

#### Lecce
El 11 de noviembre de 2024, asumió al frente del Lecce hasta el final de la temporada. Con la victoria en la última jornada ante la Lazio, el club evitó el descenso y logró el objetivo de salvarse en la máxima división durante tres temporadas consecutivas. Sin embargo, el 10 de junio de 2025, se oficializó su salida del equipo.

## Clubes

### Como jugador
| Club           | País   | Año       | Partidos | Goles |
| -------------- | ------ | --------- | -------- | ----- |
| Giulianova     | Italia | 1986-1990 | 109      | 9     |
| AS Gubbio      | Italia | 1990-1992 | 43       | 0     |
| Licata         | Italia | 1992-1993 | 34       | 1     |
| Siracusa       | Italia | 1993-1995 | 49       | 2     |
| Fidelis Andria | Italia | 1995-1996 | 36       | 1     |
| Gualdo         | Italia | 1996-1997 | 18       | 0     |

### Como ayudante técnico
| Club       | País   | Año       |
| ---------- | ------ | --------- |
| Pescara    | Italia | 2000-2001 |
| Giulianova | Italia | 2001-2002 |
| Treviso    | Italia | 2002-2004 |
| Ascoli     | Italia | 2005-2006 |

### Como entrenador
| Club      | País   | Año       | P   | PG  | PE  | PP  | % v.   |
| --------- | ------ | --------- | --- | --- | --- | --- | ------ |
| Ascoli    | Italia | 2004-2005 | 47  | 18  | 12  | 17  | 46.81% |
| Cagliari  | Italia | 2006      | 19  | 4   | 10  | 5   | 38.59% |
| Cagliari  | Italia | 2007      | 26  | 8   | 5   | 13  | 37.18% |
| Siena     | Italia | 2008-2009 | 50  | 14  | 10  | 26  | 34.67% |
| Catania   | Italia | 2010-2011 | 23  | 7   | 7   | 9   | 40.57% |
| Cesena    | Italia | 2011      | 10  | 1   | 3   | 6   | 20%    |
| Brescia   | Italia | 2013      | 7   | 2   | 3   | 2   | 42.86% |
| Cremonese | Italia | 2014-2015 | 26  | 9   | 10  | 7   | 47.44% |
| Empoli    | Italia | 2015-2016 | 39  | 12  | 10  | 17  | 39.32% |
| Sampdoria | Italia | 2016-2019 | 123 | 49  | 26  | 48  | 46.89% |
| AC Milan  | Italia | 2019      | 7   | 3   | 0   | 4   | 42.86% |
| Torino    | Italia | 2020-2021 | 21  | 4   | 8   | 9   | 31.75% |
| Sampdoria | Italia | 2022      | 25  | 6   | 3   | 16  | 28%    |
| Lecce     | Italia | 2024-2025 | 26  | 6   | 7   | 13  | 32.05% |
| Total     | Total  | Total     | 449 | 143 | 114 | 192 | 40.31% |